# Loring Air Force Base
Loring AFB was een plaats (census-designated place) in de Amerikaanse staat Maine, en valt bestuurlijk gezien onder Aroostook County. Het was de site van de voormalige vliegbasis van de United States Air Force. 
De Loring Air Force Base in het noordoosten van Maine, in de buurt van Caribou was een van de grootste bases van het Strategic Air Command (na 1992 Air Combat Command) van de Amerikaanse luchtmacht. De oorsprong van de basis begon in 1947 met een order voor de bouw van een vliegveld door de New England Division van het United States Army Corps of Engineers. De gekozen locatie, in het noordoosten van Maine binnen zowel Limestone Township als Caswell Plantation, was het dichtstbijzijnde punt in de continentale Verenigde Staten bij Europa en bood een hoge strategische waarde tijdens de Koude Oorlog. De basis heette oorspronkelijk Limestone Army Air Field en werd na de oprichting van de luchtmacht in 1947 omgedoopt tot Limestone Air Force Base. Het werd in 1954 vernoemd naar majoor Charles J. Loring, Jr., USAF, een ontvanger van de Medal of Honor tijdens de Koreaanse Oorlog. Loring was de thuisbasis van een burgerbevolking, van wie velen in dienst waren naast actieve dienstplichtigen. De basis omvatte veel voorzieningen, zoals een ziekenhuis, een school en een skiheuvel, die de aanpassing aan het leven in Maine door de burgers vergemakkelijkten.
De Base Realignment and Closure Commission van 1991 adviseerde om Loring te sluiten en zijn vliegtuigen en missie te distribueren naar andere bases in het land. De basis werd in september 1994 gesloten na meer dan 40 jaar dienst. Het werd herontwikkeld door de Loring Development Authority als het Loring Commerce Centre, een industrie- en luchtvaartpark, het vliegveld wordt geëxploiteerd als Loring International Airport.

## Demografie
Bij de volkstelling in 2000 werd het aantal inwoners vastgesteld op 225. Bij de volkstelling van 2010 werd de CDP niet meer meegenomen gezien de aan de vliegbasis gekoppelde bevolking niet meer aanwezig was.

## Geografie
Volgens het United States Census Bureau beslaat de plaats een oppervlakte van 21,4 km², waarvan 21,3 km² land en 0,1 km² water.

## Plaatsen in de nabije omgeving
De onderstaande figuur toont nabijgelegen plaatsen in een straal van 32 km rond Loring AFB.